# رنی سینتنیس
رنی سینتنیس (آلمانی: Renée Sintenis; ۲۰ مارس ۱۸۸۸ – ۲۲ آوریل ۱۹۶۵) مجسمه‌ساز زن اهل آلمان بود.
از افتخارات وی میتوان به کسب مدال نقره آثار حماسی در بخش مسابقات هنری بازی‌های المپیک تابستانی ۱۹۲۸ اشاره کرد.